# Guerre austro-prussienne
Batailles
- front austro-prussien

- Hühnerwasser
- Podol
- Trautenau
- Nachod
- Langensalza
- Oswiecim
- Münchengrätz
- Soor
- Skalitz
- Gitschin
- Königinhof
- Schweinschædel
- Sadowa (Königgrätz)
- Dermbach
- Kissingen
- Aschaffenbourg
- Hundheim
- Blumenau
- Tauberbischofsheim
- Werbach
- Helmstadt/Uettingen
- Gerchsheim
- Uettingen/Roßbrunn/Hettstadt

- front austro-italien

- Custoza
- Val Vestino
- Cimego
- Pieve di Ledro
- Monte Nota
- Monte Suello
- Lissa
- Bezzecca
- Primolano
- Borgo
- Cimego
- Levico
- Versa

La guerre austro-prussienne de 1866 opposa l'empire d'Autriche et ses alliés de la Confédération germanique au royaume de Prusse (seulement soutenu par quelques principautés mineures ou ses voisins immédiats, et par le royaume d'Italie). Prélude à l'unification allemande, elle est parfois appelée la « guerre allemande » (Deutscher Krieg) en Allemagne ; elle est également connue comme la « guerre fratricide allemande » (Deutscher Bruderkrieg), la « guerre d'Unification » (Einigungskrieg), la « guerre germano-allemande » (Deutsch-deutscher Krieg) ou la « guerre de Sept Semaines » (Siebenwöchiger Krieg). Elle est liée à la troisième guerre d'indépendance italienne.
La monarchie de Habsbourg était historiquement la puissance dominante du Saint-Empire romain germanique puis de la Confédération germanique, mais à partir du Printemps des peuples, la puissance montante de la Prusse, militaire et économique, aiguisa la question de l'hégémonie au sein de la Confédération germanique. La Prusse, militariste, industrielle et protestante, aspirait à diriger une nouvelle Allemagne, unifiée sous son aile et excluant l'Autriche, empire catholique, agraire et multi-ethnique (avec une majorité de peuples non-germaniques). Il s'agissait de la réalisation de la vision d'une solution petite-allemande (« Petite Allemagne » : Kleindeutschland) dominée par la Prusse, par opposition à la solution grande-allemande (« Grande Allemagne » : Grossdeutschland), vision traditionnelle d'une Allemagne dominée par l'Autriche depuis le XIVe siècle. Déjà en 1740, 1778 et 1785, Marie-Thérèse puis Joseph II avaient été confrontés aux ambitions du roi Frédéric II de Prusse.
Cette guerre fut le point culminant de la lutte pour la suprématie en Allemagne que se livraient la Prusse et l'Autriche depuis 1740. La Prusse dispose d'une armée puissante, modernisée, bien équipée et entraînée. Elle met en déroute les alliés de l'Autriche à la bataille de Langensalza les 27 et 28 juin 1866, puis défait l'Autriche à la bataille de Sadowa le 3 juillet 1866. Le traité de Prague dissout la Confédération germanique. La Prusse peut alors créer la confédération de l'Allemagne du Nord et imposer son roi comme président permanent. Les États allemands du sud du Main sont momentanément écartés de la confédération, mais nouent des alliances avec la Prusse.

## Contexte

### Le dualisme allemand
Le conflit trouve son origine dans l'opposition entre les couronnes d'Autriche (maison de Habsbourg-Lorraine) et de Prusse (maison de Hohenzollern) que l'on qualifie généralement de dualisme allemand. Le succès de la Prusse s'explique non seulement par sa prospérité économique, fruit de l'unification douanière des principautés d'Allemagne (le Zollverein) à l'exclusion de l'Autriche, mais aussi dans sa forte tradition militaire cultivée par les milieux réactionnaires, lesquels préconisaient une décision militaire dans la solution de la question allemande. Le casus belli fut la contestation de l'occupation prussienne des deux duchés de Schleswig et de Holstein à la suite de la guerre des Duchés.
En ce début d’année 1866, la Prusse et ses alliés semblent mieux préparés à la guerre, car l'Autriche traverse une sévère crise économique et se trouve en délicatesse avec la Russie depuis ses prises de position dans la guerre de Crimée, jugées inamicales à la cour de Saint-Pétersbourg. Cette dernière circonstance rendait peu probable une intervention russe, malgré les liens dynastiques de la maison du tsar avec les familles régnantes des États favorables aux Autrichiens de Hesse-Darmstadt et de Wurtemberg (et malgré les considérations de stabilité intérieure des États allemands). Tandis que par la convention d'Alvensleben de 1863 la Prusse se conciliait l'empereur russe, l'Autriche tendait encore un peu plus ses relations avec la Russie en critiquant l'oppression militaire de la Pologne catholique. En outre, Saint-Pétersbourg était préoccupé par des problèmes de politique intérieure et n'eut part, dans les mois précédant le conflit, qu'à des tentatives avortées pour interrompre l'escalade des menaces.

### La situation militaire de l'Autriche et de la Prusse
Selon l'historien britannique A. J. P. Taylor, Bismarck renâclait à se lancer dans un conflit, dans la mesure où cela l'amènerait à partager le pouvoir avec des généraux d'état-major dont il estimait peu les compétences. Les deux principales personnalités du Haut Commandement prussien étaient alors le général en chef Helmuth von Moltke et le ministre de la Guerre, le baron Albrecht von Roon. En fait, les raisons qui ont amené la Prusse à déclarer la guerre à l'Autriche procèdent sans doute d'autres facteurs que de la seule politique de Bismarck.

#### Nouvelles réformes militaires en Prusse
Dès 1862, le baron von Roon, l’un des principaux partisans de la nomination de Bismarck à la chancellerie, met en application diverses réformes de l’armée : il rend tout d’abord la conscription obligatoire pour tous les sujets du roi de Prusse. Jusqu’alors, l’effectif de l’armée était fixe depuis des décennies, alors que la population du pays s’était très fortement accrue (de 10,3 millions d'habitants en 1816 à 18,5 millions en 1861), rendant l’ancien système de plus en plus impopulaire : tandis que les Prussiens servaient dans l’armée de réserve jusqu’à l’âge de 40 ans, près d’un tiers de la population des provinces rhénanes (où la population s’était fortement accrue par suite de l’expansion des mines et de la sidérurgie) n’avaient accompli qu’un bref passage dans la Landwehr, une milice civile soumise à une discipline moins stricte.
La conscription universelle, associée à une prolongation de la durée du service (de deux à trois ans), fait passer l’effectif de 211 000 à 264 000 hommes. L’armée de réserve compte un effectif à peu près comparable.
La durée du service permet également de mieux entraîner les recrues que ne le fait l’Autriche, qui n’hésite pas à démobiliser définitivement les civils une fois le service accompli, l’armée de métier ne servant qu’aux défilés militaires et aux missions ordinaires de maintien de l’ordre. Lorsque la guerre éclate, il faut reprendre à zéro l’instruction des conscrits. Cependant la cavalerie et l’artillerie autrichiennes sont au moins aussi bien entraînées que leurs rivales prussiennes : l’Autriche dispose même de deux remarquables divisions de cuirassiers. Le conflit avec la Prusse montre toutefois que cette arme ne fait plus la décision sur les champs de bataille modernes.

#### Vitesse de mobilisation
Une grande différence entre le dispositif de mobilisation des deux royaumes réside alors dans l'organisation territoriale : tandis que la Prusse est organisée en Kreise (litt. « cercles »), les appelés se trouvant systématiquement à moins de 30 km d'un bureau de mobilisation, l'Autriche s'ingénie à mobiliser les hommes loin de leur domicile, afin de les empêcher de prendre part à des soulèvements indépendantistes. Ainsi, la Prusse peut organiser une levée en masse beaucoup plus rapidement que son voisin autrichien.
En outre, les voies ferrées de Prusse, bien plus étendues que celles de l'Autriche, permettent de reporter très vite des troupes d'un front à l'autre. Il en résulte une meilleure capacité de concentration des forces. Von Moltke, présentant ses plans au baron von Roon, déclare :
« Nous disposons de l'inestimable avantage de pouvoir projeter les 285 000 hommes de notre infanterie par cinq lignes de chemin de fer, et de la concentrer, au moins en théorie, en l'espace de 25 jours… L'Autriche ne dispose, elle, que d'une ligne de chemin de fer, de sorte qu'il lui faudrait 45 jours pour nous opposer seulement 200 000 hommes. »
Il a précédemment affirmé que la guerre avec l'Autriche tombait au meilleur moment.
L'armée autrichienne de Bohême, commandée par le général Ludwig von Benedek, dispose des avantages qu'offre ordinairement une position centrale, à savoir de pouvoir battre successivement des troupes dispersées le long du front. Mais la vitesse de projection des forces prussiennes annule cet avantage : lorsque l'armée autrichienne est complètement mobilisée, elle ne peut plus se porter sur une armée prussienne sans risquer que les deux autres se portent, l'une sur une aile, l'autre sur ses arrières.

#### Armement et tactique
L'infanterie prussienne est équipée du fusil Dreyse, un fusil à chargement par la culasse permettant de tirer à une meilleure cadence qu'un fusil à chargement par le canon. Lors de la campagne d'Italie (1859), les Français avaient pris l'avantage entre autres parce que les fusils de l'époque tiraient à longue distance au-dessus de l'objectif : leurs troupes pouvaient arriver au corps à corps sans pertes excessives. Tirant les conclusions de cette confrontation, les Autrichiens mettent au point une Stosstaktik (combat à la baïonnette). Malgré leur connaissance relative des nouveaux fusils prussiens, ils font de la Stosstaktik un principe essentiel.
Pour l'artillerie, les Autrichiens sont en avance : tous leurs canons sont à chargement par la culasse. Les usines Krupp viennent de développer une arme similaire (qui va causer la surprise lors de la guerre franco-prussienne de 1870), mais elles n'équipent les régiments que très lentement. Les généraux prussiens, par une guerre de mouvement énergique, font en sorte que l'artillerie autrichienne ne puisse se déployer convenablement.

#### Croix-Rouge
La guerre austro-prussienne est le premier conflit armé auquel s'applique la première convention de Genève, signée par douze États dont la Prusse et l'Italie sont les deux seuls à être parties au conflit.

### Action diplomatique de Bismarck

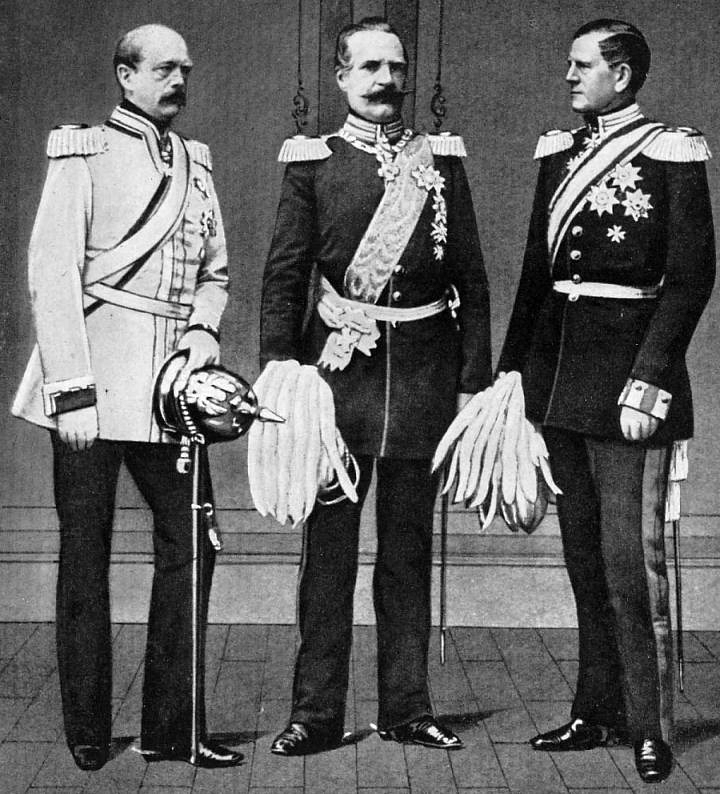
De gauche à droite : Otto von Bismarck, Albrecht von Roon, Helmuth von Moltke.

Cette guerre a été préparée par la guerre des Duchés de 1864, dont l'enjeu est de démontrer que la Prusse était le champion du nationalisme allemand et d'entraîner l'Autriche dans une guerre contre le Danemark pour conquérir les duchés du Schleswig et du Holstein, majoritairement peuplés d'Allemands. La gestion commune de ces duchés permet à la Prusse de trouver un prétexte menant à la guerre contre l'Autriche. La Prusse est alors forte de l'appui de la bourgeoisie rhénane et des nationalistes, ainsi que des libéraux, intéressés par une réorganisation des pouvoirs. L'Autriche a quant à elle l'appui de la Confédération germanique. La majorité des États allemands (notamment le royaume de Bavière, le royaume de Wurtemberg, le grand-duché de Bade, le royaume de Hanovre, le royaume de Saxe et le grand-duché de Hesse) soutiennent l'Autriche.
Le 22 février 1866, le Comte Karolyi, ambassadeur d’Autriche à Berlin, envoie une dépêche à son ministre des Affaires étrangères, le Comte Alexandre Mensdorff-Pouilly. Il explique à celui-ci que la question des Duchés n’est plus uniquement un sujet de discussion dans les cabinets ministériels mais que la rue s’en est emparée avec passion. Il affirme également n’avoir aucun doute que « cette exagération factice du danger par l’opinion publique prussienne faisait partie intégrante des calculs et des actes du Comte Bismarck [qui] considérait que l’annexion des Duchés était une question de vie ou de mort pour son existence politique » et qu’il souhaite « faire croire qu’il en était de même pour celle de la Prusse ».
La guerre affecte peu les intérêts britanniques. Pourtant Londres s'engage massivement dans une initiative de paix regroupant les pays européens non-allemands ; toutefois, Berlin parvient à tenir la France à l'écart de cette coalition pacifique : le Premier ministre de Prusse, Otto von Bismarck, sait mettre à profit les préoccupations françaises du moment pour remettre en cause le statu quo territorial. Lors de l'entrevue de Biarritz avec l'empereur Napoléon III (3 septembre 1865), il laisse entendre une possibilité d'annexion territoriale en faveur de la France concernant la Belgique, indépendante depuis 1830, et le Luxembourg, sans pour autant prendre d'engagement ferme, car il n'évoque qu'une solution négociée avec l'Autriche. Paris observe donc une neutralité aux conditions que Bismarck a bien voulu dicter, et doit plus tard militer seule pour ses revendications territoriales, son « allié prussien » s'étant désengagé.
Bismarck sait en outre gagner à ses vues la toute jeune Italie, amie de la France, dans la mesure où celle-ci cherche à reconquérir la Vénétie et des îles de l'Adriatique autrefois vénitiennes, toujours sous occupation autrichienne. Une proposition autrichienne de cession de la Vénétie, obtenue sous la pression de la France, suffisamment ambiguë, parvient trop tard : depuis le 8 avril 1866, la Prusse et l'Italie ont passé un traité secret d'attaque commune contre l'Autriche, mûri depuis trois mois, en contravention des articles III et II de l'Acte confédéral allemand.
Avec son projet de réforme confédérale, consistant à remplacer le congrès des représentants présidé par l'Autriche par un parlement librement élu, le gouvernement prussien mise sur un mouvement nationaliste attisé par une propagande active. Cette opposition constitutionnelle de la Prusse assombrit toutefois sérieusement les relations avec ses alliés du Deutscher Nationalverein, d'obédience luthérienne.

### La réaction autrichienne

Le jeu des alliances :
Prusse
Alliés de la Prusse
Autriche
Alliés de l'Autriche
États neutres
Schleswig et Holstein

Carte détaillée des États allemands au moment des faits

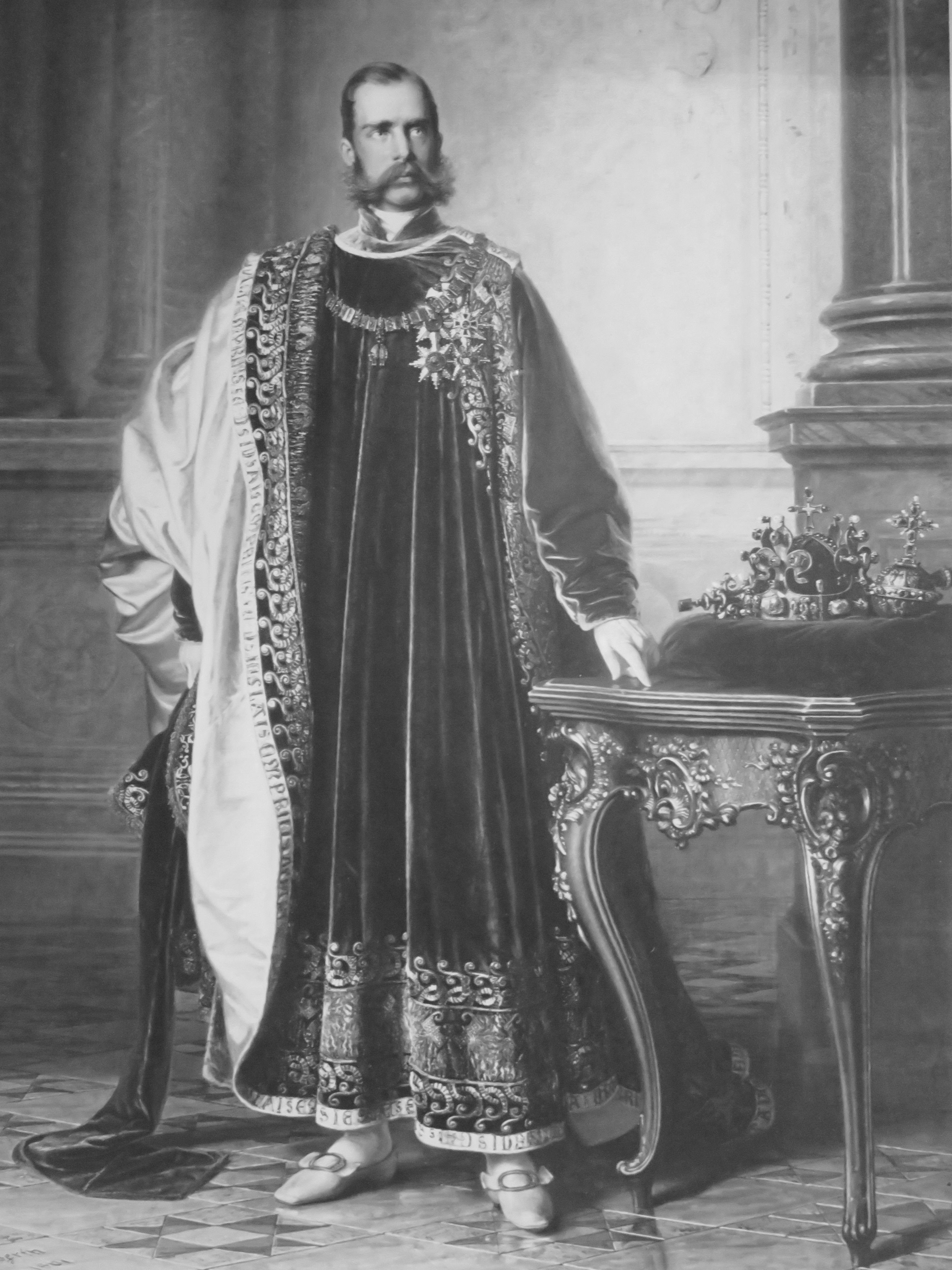
François-Joseph portant le manteau royal de Bohême, 1861.

Afin de ramener le débat sur le terrain du droit constitutionnel et de reprendre de l'influence sur les parlements des États confédérés, l'Autriche met au vote devant le parlement de la Confédération germanique, le 1er juin 1866, la proposition d'un référendum d'autodétermination sur l'avenir du duché de Holstein. Le duché, à vrai dire, est alors sous administration autrichienne, mais l'Autriche, sous la pression de la Prusse, tolère le gouvernement parallèle du duc fantoche Frédéric VIII de Schleswig-Holstein et, en accord avec ce dernier, convient de mettre en place le scrutin. La Prusse considère que ces menées contreviennent au pacte de Gastein, par lequel Prusse et Autriche ont en 1865 partagé leurs domaines réservés dans le condominium (cogestion territoriale) du Schleswig-Holstein, et arrêté les principes de gouvernement.
Le 9 juin, les troupes prussiennes occupent le Holstein, de sorte que l'Autriche fait sur le champ voter par le Bundestag de la confédération la mobilisation générale, malgré le droit de la Prusse à la légitime défense. Dans quelle mesure la Prusse est-elle encore tenue aux lois de la Confédération ? La réponse à cette question est peu claire. Toujours est-il que le 14 juin, le parlement de la Confédération vote la mobilisation par neuf voix contre six. La Prusse dénonce ce vote comme une infraction à la constitution, et proclame la dissolution de la Confédération germanique.
L'auto-dissolution de la Confédération sera finalement prononcée à l'issue de la paix de Prague le 23 août 1866 à Augsbourg.

### Le mécanisme des alliances
Les alliés de la Prusse sont, outre le royaume d’Italie, les grands duchés d'Oldenbourg, de Mecklembourg-Schwerin et de Mecklembourg-Strelitz, le duché de Brunswick, les villes hanséatiques de Hambourg, Brême et Lübeck et d'autres États de moindre importance (dont ceux de Thuringe).
Du côté de l'Autriche (ou plus précisément du côté de la Confédération germanique) on compte les États d'Allemagne centrale : Saxe, royaume de Bavière, Bade, Wurtemberg, Hanovre, Hesse-Darmstadt, Hesse-Cassel, Hesse-Hombourg, Nassau et d'autres États de moindre importance.
Cependant la principale caractéristique du conflit, et dans laquelle il faut voir l'un des plus grands succès du chancelier Bismarck, est l'abstention des grandes puissances européennes.

## Déroulement du conflit

### Allemagne et Bohême, juin 1866
Après l'invasion du royaume de Saxe par la coalition prussienne, la Première armée prussienne se porte le 23 juin sur Seidenberg et Zittau, tandis que l'armée de l'Elbe se dirige sur Waltersdorf et Schluckenau directement sur le territoire autrichien dans le royaume de Bohême.
C'est le 26 juin qu'ont lieu les premiers engagements significatifs avec la bataille de Hühnerwasser (auj. Kuřívody (cs)), les combats de Sichrow, Turnau (auj. Turnov) et la bataille de Podol : ils opposent différentes divisions de la première armée prussienne commandée par le prince Frédéric-Charles et de l'armée de l'Elbe sous les ordres du général von Bittenfeld, aux unités de la première armée autrichienne et du corps expéditionnaire saxon.
Le lendemain 27 juin, la deuxième armée prussienne, commandée par le prince héritier Frédéric-Guillaume parvient à franchir les monts des Géants (Krkonoše) en empruntant plusieurs routes de col et se heurte à l'ennemi lors des batailles de Nachod et de Trautenau (Trutnov). Cette dernière bataille est l'une des rares victoires autrichiennes de ce conflit : dès le lendemain, les Prussiens les défont simultanément à Skalitz, à Soor-Burkersdorf et à Münchengrätz.
Le 29 juin, le corps d'armée de Frédéric-Charles de Prusse intercepte la première armée autrichienne et les Saxons qui se replient, tandis que sur le front est on combat à Königinhof et Schweinschædel. Puis les Prussiens perdent le contact avec l'ennemi et ne parviennent à le localiser de nouveau (au nord-ouest de Sadowa) que le 2 juillet.
Sur le théâtre d'opération ouest, un corps de l'armée de l'Ouest (alias armée du Main) fort d'environ 9 000 hommes sous les ordres du Generalmajor von Flies est défait le 27 juin 1866 par l'armée du Hanovre à la bataille de Langensalza. Toutefois, les Hanovriens, bien qu'en nombre équivalent à l'armée de l'Ouest, doivent capituler deux jours plus tard face à une contre-attaque prussienne, faute de renforts et de munitions. Les alliés des Prussiens attaquent alors Cassel et Francfort, tandis que l'aile droite de l'armée du Main se porte sans attendre aux portes de Nuremberg.

### Italie et Adriatique, juin-juillet 1866

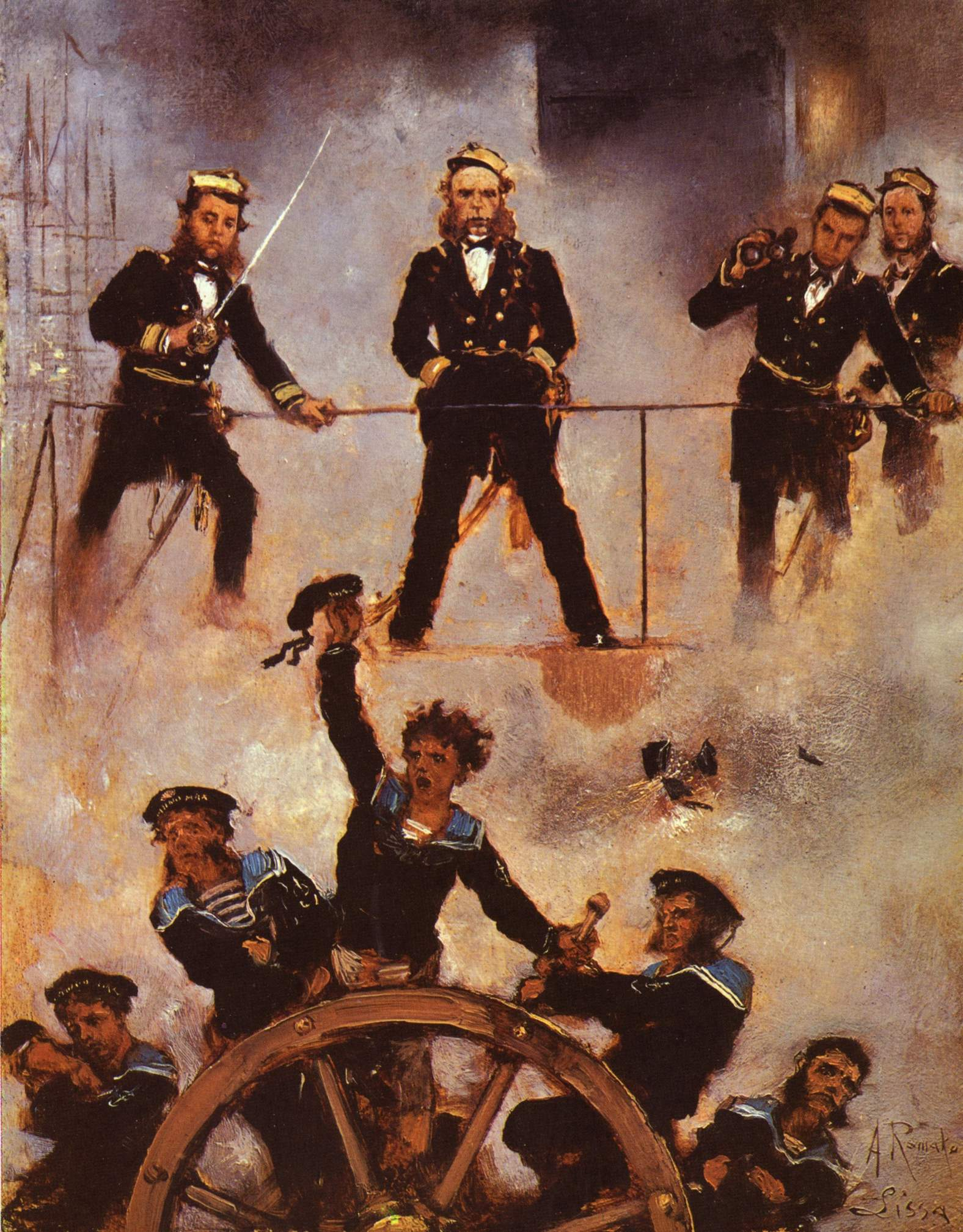
L'amiral Tegetthoff à la bataille navale de Lissa. Huile sur bois par Anton Romako, 1878-1880.

Au sud, entretemps, l'armée autrichienne a battu l'armée italienne du général Alfonso La Marmora à la bataille de Custoza le 24 juin 1866 ; la Marine impériale autrichienne (Marine austro-hongroise), commandée par Wilhelm von Tegetthoff, en infériorité numérique, l'emporte le 20 juillet au combat naval de Lissa (auj. Vis) sur une flotte italienne engagée dans un débarquement sur l'île, revendiquée par les Italiens. C'est d'ailleurs l'un des derniers combats navals où l'on emploie la tactique de l'éperonnage.

### Allemagne et Bohême, juillet 1866

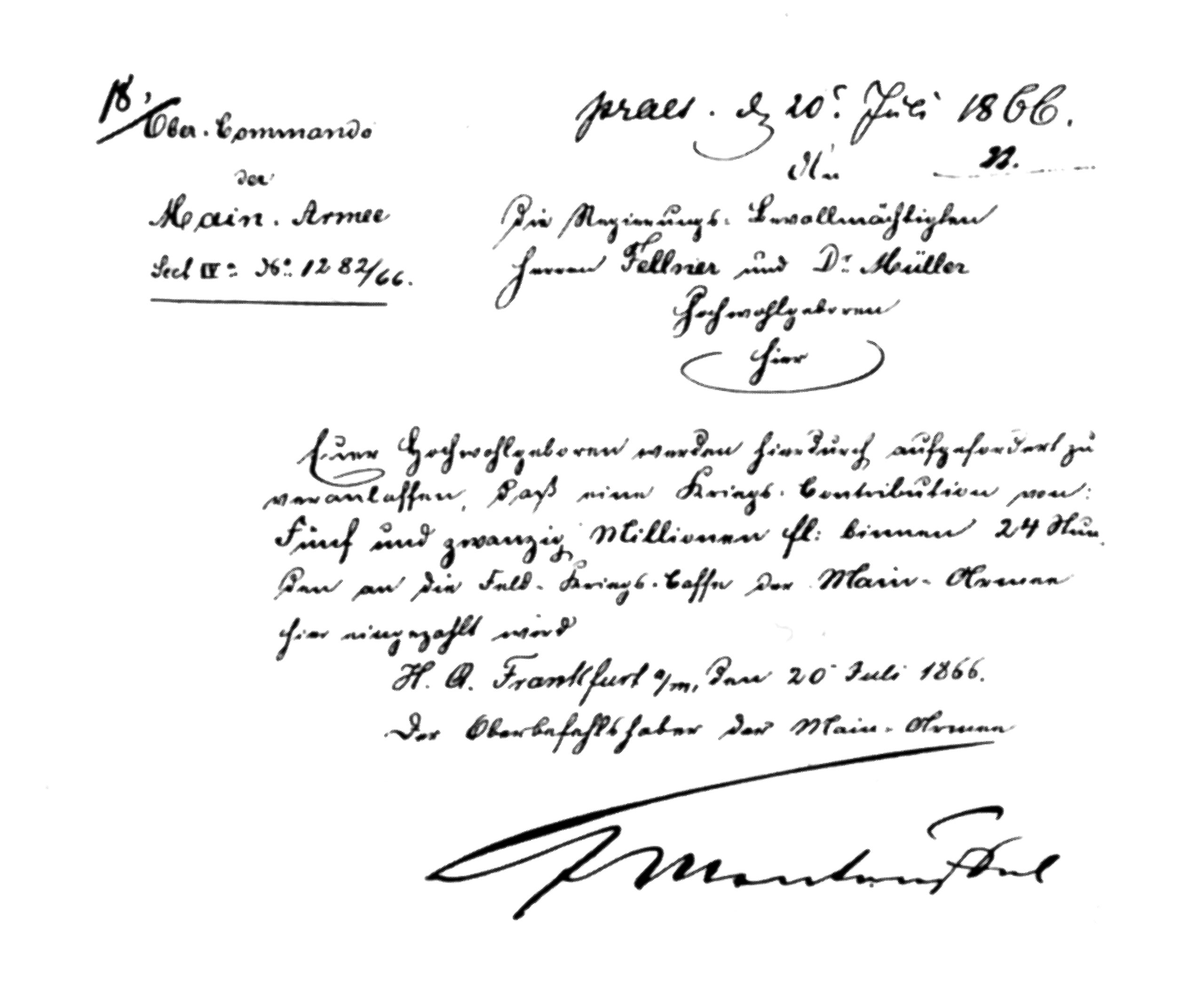
La ville de Francfort-sur-le-Main doit payer 25 millions de florins à la Prusse comme réparations de guerre sous 24 heures (ultimatum du 20 juillet 1866 signé du général prussien Edwin von Manteuffel).

Les armées prussiennes regroupées remportent finalement une bataille décisive à Sadowa le 3 juillet 1866 en Bohême près de la ville de Königgrätz (auj. Hradec Králové), sous le commandement de Guillaume Ier en personne (dans les pays de langue allemande, celle-ci est connue sous le nom de « bataille de Königgrätz »).

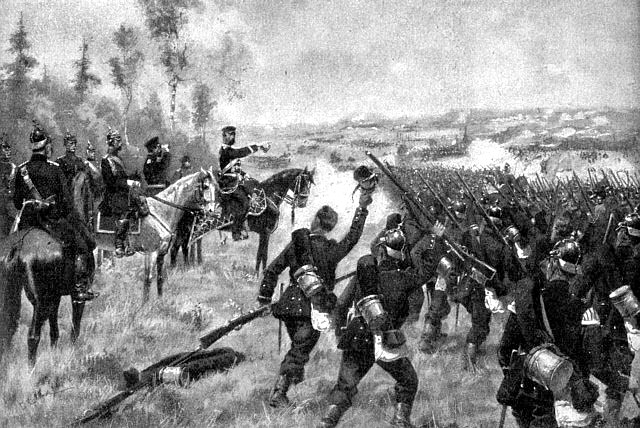
Bataille de Sadowa : le prince Frédéric-Charles de Prusse harangue les troupes prussiennes.

Le chef d'état-major prussien est Helmuth von Moltke, le père spirituel de la stratégie prussienne de l'attaque en masse (cf. chemin de fer militaire). Dans le camp autrichien, les espoirs reposent pour l'essentiel sur le génie militaire du commandant en chef Ludwig von Benedek : dans le combat qui s'annonce, la Prusse a le dessus, non seulement numériquement (environ 221 000 Prussiens contre environ 184 000 Autrichiens et 22 000 Saxons) mais aussi techniquement.
Benedek a d'abord décliné le commandement de l'armée du Nord, car il n'a aucune expérience de ce théâtre d'opération et il a trouvé cette armée mal équipée, ce que la bataille va d'ailleurs effectivement montrer. Après la défaite de Sadowa, il est démis de son commandement et comparaît devant le conseil de guerre. Le jugement est toutefois annulé à la demande du gouvernement : on ordonne à Benedek de garder à jamais le silence sur cette bataille, ordre auquel il obtempère.
Helmuth von Moltke a divisé l'armée prussienne en trois corps distincts. Le combat s'engage d'abord à l'initiative de l'armée de l'Elbe commandée par Herwath von Bittenfeld et le premier corps d'armée commandé par le prince Frédéric-Charles de Prusse, sur l'armée autrichienne, qui a pris position au nord de la place-forte de Königgrätz.
En dépit de lourdes pertes, l'armée prussienne n'obtient d'abord aucun résultat tangible. Il revient au deuxième corps d'armée, qui gagne le front à marche forcée sous le commandement du prince héritier Frédéric-Guillaume, de faire l'ouverture décisive. Le prince Frédéric-Guillaume entreprend une attaque de flanc pour faire diversion et soulager les deux premiers corps d'armée. Au cours de cette manœuvre, il parvient à s'emparer des hauteurs de Chlum, d'où il peut mettre en batterie son artillerie et balayer l'ennemi par un tir d'enfilade. Sadowa devient ainsi le symbole du triomphe de la solution petite-allemande.
La bataille de Tauberbischofsheim (24 juillet 1866) et celle d'Uettingen (25-26 juillet) marquent les derniers efforts des alliés de l'Autriche. La bataille de Blumenau, le dernier jour du conflit, permet encore aux Autrichiens d'empêcher les Prussiens de prendre Presbourg (auj. Bratislava).

## Bilan et conséquences

### Bilan
La défaite de l'Autriche et, formellement, de la Confédération allemande, s'explique principalement par l'obligation de diviser l'armée entre deux fronts, et l'inadéquation de l'armement pour contrer la tactique prussienne du combat d'artillerie. Les contingents prussiens sont également équipés d'une arme moderne, le fusil Dreyse. Au total, 600 000 hommes ont combattu dans les rangs de la Confédération, 500 000 hommes pour la Prusse et ses alliés, et 300 000 pour l'Italie. Grâce à l'institution du service militaire, la Prusse compense une population environ deux fois inférieure à celle des territoires de la coalition des Habsbourg-Lorraine.
Les pertes sur les seuls théâtres d'opération de Bohême, de Basse-Autriche et de Slovaquie se montent à :
- Autriche : 1 313 officiers, dont 330 tués, ainsi que 41 499 soldats, dont 5 328 tués ;
- Saxe : 55 officiers, dont 15 tués, ainsi que 1 446 soldats, dont 120 tués ;
- Prusse : 359 officiers, dont 99 tués, ainsi que 8 794 soldats, dont 1 830 tués.

Les régiments prussiens, italiens et leurs alliés enregistrent au total 37 000 morts et blessés, soit beaucoup moins que leurs adversaires.

### Conséquences
Afin de prendre de vitesse une possible intervention française ou russe, Bismarck invite le roi de Prusse à ne pas pousser à fond sa victoire, mais plutôt à conclure une paix très rapidement. Il doit pour cela déployer toute sa force de persuasion, car Guillaume Ier de Prusse, en dépit de son opposition initiale à la politique d'agression, que l'état-major n'était parvenu qu'à grand-peine à surmonter, entend à présent dicter à l'Autriche des conditions d'armistice très dures et pour cela est prêt à faire marcher ses armées sur Vienne. Passé un différend momentané, il se rallie finalement aux vues de son gouvernement.
La paix préliminaire de Nicolsbourg, menée le 26 juillet 1866 avec Napoléon III, constitue l'étape décisive vers la résolution du conflit : au terme de ces accords préliminaires, l'Autriche, réduite à un combat désespéré, cède sur l'essentiel, à savoir l'abandon de sa politique allemande. Ces pourparlers sont sanctionnés par la paix de Prague (1866) signée avec la Prusse, et la paix de Vienne signée avec le royaume d'Italie.
L’Italie y gagne la Vénétie, mais de façon indirecte : l'Autriche ayant remis cette province à la France, à charge pour elle de la remettre au vainqueur. La Prusse, de son côté, annexe le Schleswig-Holstein, et place les anciens États souverains de Hanovre (avec la déposition de Georges V), le duché de Nassau (avec la déposition d’Adolphe), la Hesse-Cassel (avec la déposition de Frédéric-Guillaume Ier), et la ville libre de Francfort sous administration militaire. Ainsi, le royaume de Prusse réalise la continuité territoriale entre ses provinces occidentales de Rhénanie et de Westphalie, et son berceau originel du Brandebourg à l'est de l'Elbe. D'autres membres de l'alliance comme le duché de Saxe-Cobourg et Gotha tombent sous la dépendance de la Prusse.

Annexions donnant suite à l'issue du conflit.
Royaume de Prusse
Alliés de la Prusse : Oldenbourg, Mecklembourg-Schwerin, Mecklembourg-Strelitz, Brunswick, Hambourg, Brême et Lübeck, principalement
Anciens alliés des Autrichiens : Schleswig-Holstein (annexé), Hanovre, Hesse-Hombourg, Hesse-Cassel, Francfort-sur-le-Main et Nassau (sous commandement militaire prussien), principalement
Ancienne sphère d'influence autrichienne : Bavière, Wurtemberg, Saxe, Bade et Hesse-Darmstadt
Empire d'Autriche
États neutres : Thuringe, Luxembourg et Limbourg

La Confédération allemande est dissoute et une confédération de l'Allemagne du Nord, dirigée par la Prusse, est proclamée le 18 août 1866 en application de la solution petite-allemande, légitimant et affirmant l'hégémonie de la Prusse en Allemagne. Les États d'Allemagne méridionale, à savoir le royaume de Bavière, le royaume de Wurtemberg, le grand-duché de Bade (dont l'indépendance est reconnue sous la pression de la France), et une partie du grand-duché de Hesse (qui survit moyennant quelques concessions territoriales grâce à l'intercession de la Russie) conservent leur indépendance. La région de Haute-Hesse, comme le duché de Saxe-Cobourg et Gotha, est intégrée à la confédération de l'Allemagne du Nord, et évite ainsi l'annexion pure et simple. La reconstitution d'une confédération d'Allemagne méridionale (de) s'étendant du Main au lac de Constance, stipulée par les articles de la paix de Prague, échouera grâce aux menées de Bismarck : les duchés du Sud-Ouest se rallieront finalement autour de la Bavière. L'exclusion de l'Autriche de la politique allemande apparaît avec le recul comme totale, même si l'empereur François-Joseph ne le reconnut pas d'emblée.
Avec l'euphorie populaire qui s'ensuit, Otto von Bismarck remporte un succès éclatant au plan de la politique intérieure, d'autant qu'il obtient des parlementaires son amnistie pour avoir, hors de tout cadre légal, levé un budget de guerre (adoption de la loi d'immunité). Les débats autour de cette question diviseront longtemps le Parti progressiste allemand, membre de l'opposition.
Les relations diplomatiques avec la France, jusque-là cordiales, se détériorent nettement après la victoire de la Prusse. L'empereur Napoléon III, en effet, attendait en contrepartie de son attitude bienveillante des compensations territoriales sur la rive gauche du Rhin : dépassé par la brièveté du conflit, ses revendications tombent à plat. En France, des voix s'élèvent contre l'impérialisme prussien avec le slogan « Vengeance pour Sadowa ! ». La politique étrangère de Napoléon III, comme celle de Bismarck, étant fondée sur l'impérialisme, l'échec de nouvelles annexions au nord-est de la France (plutôt contre-productives pour l'image de la France en terre allemande) devait tôt ou tard se traduire par la formation d'un nouvel axe diplomatique Paris-Vienne. L'ancien Premier ministre de Saxe, le comte von Beust, devenu ministre des Affaires étrangères et chancelier de la monarchie d'Autriche-Hongrie, artisan d'une politique pro-française, ne sera toutefois pas en mesure de s'opposer aux calculs politiques de Bismarck.

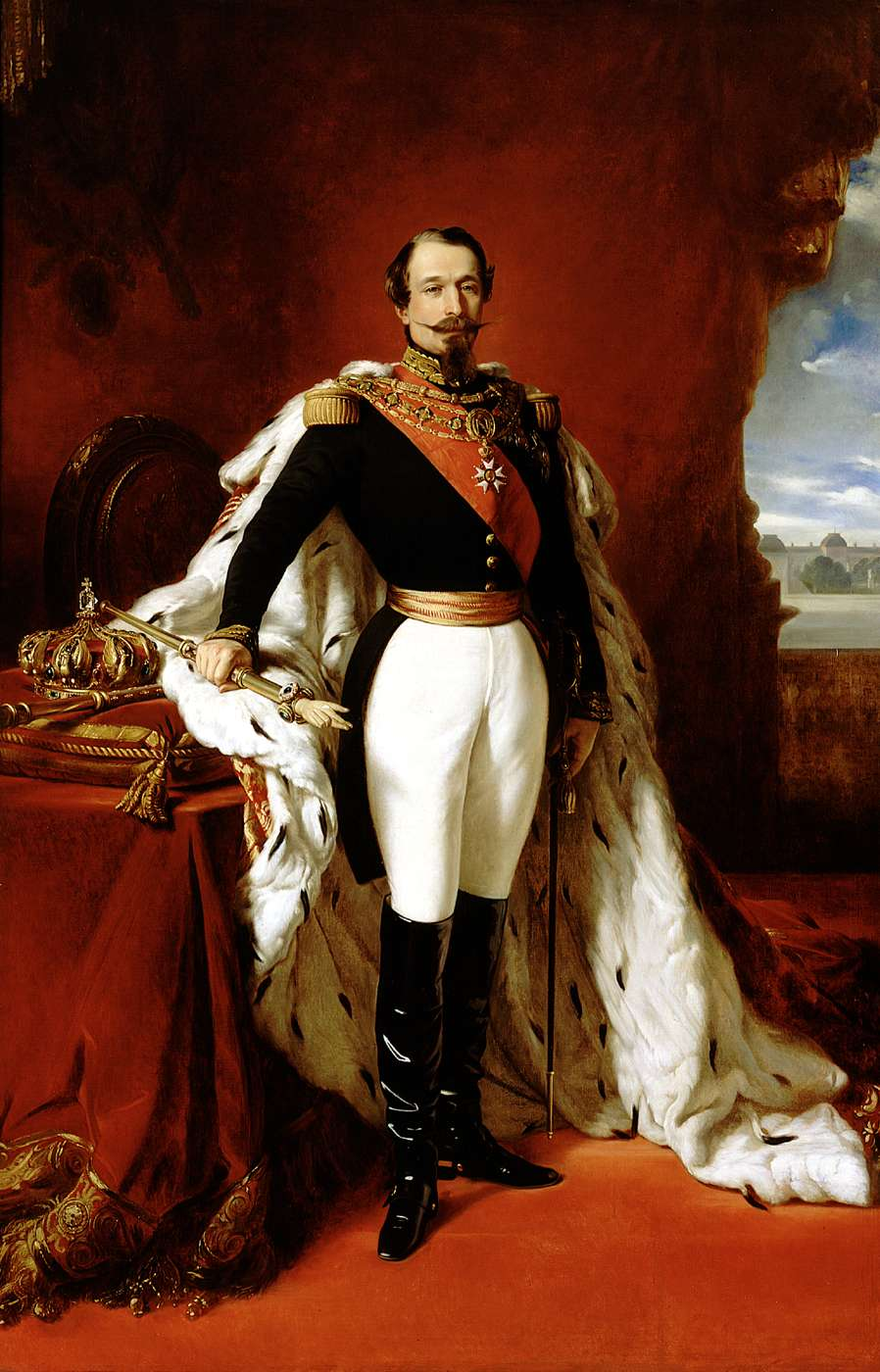
Napoléon III, portrait en pied de Franz Xaver Winterhalter, 1852.

Dans le cadre des pourparlers de paix, la Bavière, le Bade, le Wurtemberg et la Hesse-Darmstadt (située au sud de la ligne frontalière du Main et qui restera indépendante jusqu'à la crise luxembourgeoise) concluent avec la Prusse un « traité de protection mutuelle » qui ouvre la voie à la guerre de 1870. La Prusse élargit son domaine d'influence en réveillant par toute l'Allemagne le sentiment national, en se proclamant le bouclier contre la France et en appelant les États d'Allemagne méridionale à l'union économique par le biais du Zollverein, tant et si bien qu'elle parvient à faire proclamer l'Empire allemand le 18 janvier 1871 dans la galerie des Glaces du château de Versailles. Menacé par la Russie et la Hongrie en cas d'attaque militaire en faveur de la France, l'empereur d'Autriche, quant à lui, se résigne à se comporter en simple prince allemand, politique conciliante d'où naîtra peu à peu une certaine neutralité, puis même un rapprochement avec le Deuxième Reich, prémices à la Duplice.
À la suite de cette guerre, avec la dissolution de la Confédération germanique, le Liechtenstein redevint un État pleinement indépendant et déclara sa neutralité perpétuelle, tout en maintenant des liens politiques proches avec l'Autriche. Accusé par Bismarck d'avoir manipulé le vote à la Diète de la Confédération, la principauté avait envoyé 80 hommes du côté impérial contre les volontaires italiens mais n'a participé à aucun combat. Il existe une affirmation de longue date, mais non vérifiée, selon laquelle la force auxiliaire du Liechtenstein serait rentrée chez elle avec un homme supplémentaire, déclaré soit comme un « ami italien », soit comme un transfuge.